# Antti Kuisma
Antti Sakari Kuisma (Jyväskylä, 23 de febrero de 1978) es un deportista finlandés que compitió en esquí en la modalidad de combinada nórdica. 
Participó en los Juegos Olímpicos de Turín 2006, obteniendo una medalla de bronce en la prueba por equipo (junto con Anssi Koivuranta, Jaakko Tallus y Hannu Manninen).

## Palmarés internacional
| Juegos Olímpicos | Juegos Olímpicos | Juegos Olímpicos  | Juegos Olímpicos         |
| Año              | Lugar            | Medalla           | Prueba                   |
| ---------------- | ---------------- | ----------------- | ------------------------ |
| 2006             | Turín (Italia)   | Medalla de bronce | TN + 4 × 5 km por equipo |